# 湖南人與現代中國
《湖南人与现代中国》是美國漢學家裴士鋒根据其2004年发表的博士论文改编的著作，书中首次提出湖南民族主义来描述湖南人不同于中国其它地方的省籍情结，而书中将湖南人与中国人对立的论调则受到学者质疑。

## 主要内容
裴士锋对于中国民族主义研究以及中国近代史研究主要以中国东部沿海为中心提出了不同观点，力图证明中国中国的现代化和随之而来的所有政治与社会改革、民族主义、全球化并非完全是沿海对外开发并且向内陆渗透的结果，而以往为学界所忽视的湖南在这一时期大放异彩，以毛泽东为代表的湖南人在中国现代化方面起到了无与伦比的作用，同时湖南人在争取独立方面也有着不为世俗所拘泥的大胆思想，湖南人认同乡土远远高于认同国家，在裴氏眼中正是“湖南”与“中国”这两种认同造就了湖南人在近代变革中的巨大张力。裴氏论述下，湖南人在强烈的乡土情结引领下发动了湖南独立运动，令湖南的联省自治昙花一现，湖南的种种改革举措都敢为天下之先，同时也在中国民族主义和反对所有国家、反抗中央集权的无政府主义之间徘徊，最终影响了中国的未来。
在就本书的访谈和中文版序言中，裴氏表示自己写作的起点在于反驳中国现代化从沿海开始的传统观点，自己曾在湖南工作的经历启发他从湖南地方出发审视现代中国起源，力图找到湖南不同于其它省份的地方，厘清湖南几代行动主义者和领袖对于湖南人身份认同、湖南在未来中国地位、他们思想与湖南根源的联系，理解湖南地方的抵抗与牺牲传统。

## 学术评价

### 负面
国立中央大学历史学教授汪荣祖在书籍出版后发文《评〈湖南省的爱国者〉》批驳裴氏不把湖南人当作中国人，作者的立论在于“对中国前途的另类看法”，即支持中国分裂论，因而自觉把湖南省的爱国者从中国历史所割裂开来，书中存在大量翻译错误，并且指出：“当时中国有被列强瓜分的危机，有亡国的忧虑；有些湖南人呼吁独立，其心志是要救中国于既亡，而不是乘中国之危搞分裂，实甚显然。但此书作者却刻意将改革视为湖南的建国运动，自王夫之、郭嵩焘以来，终于水到渠成，好像是万事俱备，只欠一支军队。……‘独立’是为了自保，或一时间反抗中央政府，并不是要永久分裂，各省并未各自为国，足见在当时历史场域内的‘独立’概念，与我们这位作者的理解有相当的落差……内容时有重复之处、没有引用书目可稽、脚注并不周全，汉语拼音全无汉字对照，使有些名不见经传的姓名无法查考。作者又误以为上海公共租界在苏报案无前例地干预司法，似不知租界内有审判权。著名的哈佛大学出版社未能免于此等缺失，尤令人遗憾。”
纽约时报中文网马维：“他因此把湖南人的被无端忽视的历史遭遇归因于中国近代史和现代史研究中这样一种有待商榷的认识，即：中国的现代化和随之而来的所有政治与社会改革、民族主义、全球化完全是沿海通商口岸的产物，且从那些口岸向内扩散，启迪了内陆。这种看法不符合事实，因此理应受到挑战，只因成见就已形成，且牢牢根植于从历史学家到普罗大众的观念深处，极难扭转。而作者写作本书的主要目的之一，即是透过几个湖南人的故事来质疑这一陈说。从这一点来看，作者的确成功了。事实上，作为一部好看的学术书，这部作品不仅讲述了上述多位湖南人与中国现代化进程休戚相关的人生传奇，令人对现代史上的湖南人刮目相看，不再认为湖南人注定只是一群在近现代史上扮演了‘流血’角色的莽夫，更为关键的是，它还为读者梳理了一条由湖南人自己开创的独特的现代化道路，阐释了湖南在一种不为传统所拘泥的文化影响之下天生具有的离心倾向。正是这样一条或明或暗地出现在历史中的线索，在一定程度上为解释‘中国道路’提供了一种全新的可能。”
《新京报》发文《似是而非的“湖南”》，就湖南学统的一致性论断、王夫之思想影响程度、湖南在政治史和思想史的主体性对本书展开质疑，最后评论道：“从中国人的角度看，我们在谈论湖南人的时候，总是容易联想到湖南人的狠劲、韧劲、坚韧不拔、义无反顾等等。这些刻板印象一定有很强的社会基础，却难论是非，毕竟很难被历史和社会科学所检验。裴士锋教授作为一个美国学者，勇敢地挑战这个问题，并且给出一整套流畅自然的历史故事。故事虽好，可靠度实在不高。”

### 正面
王夫之研究者刘放生发文称赞作者道：“裴士锋，是一位美国人，他大学毕业后在长沙雅礼中学教过两年英语，视湖南为他的第二故乡。……他又把《湖南人与现代中国》的中文版献给他在雅礼中学时的同学和老师们。这是非常值得称赞的……对王夫之的重新发掘，裴士锋不是着眼于研究王夫之的思想本身，而是研究王夫之的著作如何被后人所运用，即近代学者如何复兴他的著作，如何重新解读他的著作，又如何在数个世代的岁月里把他转变为令人仰慕的现代湖南精神象征……换个说法，大乐必易，大礼必简。一个思想家的思想的完整形态或学者对它的解读，都可能是著作等身。但当它变为人们的行动纲领时，则可能仅仅是其中的几篇短文或几句话，甚至可能仅是意义相近的几个关键词。一些年长的人，回顾一生以来对一个思想体系的接受历程，这样的例子可随手捡来，数不胜数。由此，捧读着《湖南人与现代中国》一书，一再为美国学者的务实精神所感动。”
加州大学圣迭戈分校汉学家周锡瑞评价道：“我理解并非常赞赏年轻学者在中国近代史研究领域提出全新观点的野心，但是这种目标不大可能通过忽视或无视许多先前深入研究的学者研究达成。一个人更可能通过其他人建构的基础来扩展自己的知识，而不是去建设一整栋大厦；如果一个学者希望能够建构一种新的理解结构，那么这一建构必须要基于仔细和忠实的阅读自己的来源资料，将段落从文本中剥离或者曲解他人意思以满足自身想象在实践中不应被接受。在当今中国学界，新一代学者都十分关注西方学界的动态，其中大多数人都熟悉我们所采用的资料，当下有着通过跨民族交流得出新见解的史无前例的机遇。但是如果中国学界认为我们北美学界的研究是基于对于历史文本的错误解读，那么这种（交流的）目的就无法达成。
不列颠哥伦比亚大学中国研究中心主任戴安娜·拉里（Diana Lary）评价道：“我希望裴氏能够及时推动他的研究，让我们能够进一步理解湖南近代的角色地位——并且检验一些远走在知识分子前面的领域……在当代中国，地方主义盛行，然而这种地方主义很少关注到整个民族的福祉，导致各省间贫富分化加剧。但无论传统体制——回避区域或者转移支付的法律，抑或是联邦制的平等化机制，都在忽视这种新的地方主义。中国需要找到一种新方法去治理这个广袤的国家。湖南或许会给我们提供一个新的榜样。”
罗文大学、北京大学歷史學教授王晴佳评价道：“本书精雕细琢，思虑成熟，对于近来挑战中国近代史民族主义大叙事破题的历史学潮流有着突出贡献。显然，这一具有意义的努力部分归于民族主义历史叙述仍在今天的中国大陆占据主流地位。裴氏在本书的出发十分有趣而又敏锐，从19世纪中叶开始，湖南，这一通常被认为是中国南方山区的省份，走出了许多在中国历史说得出口的突出人物——打败太平天国起义、发起变法和革命以及建立中华人民共和国（如果裴氏的书在今年出版，可能还要加入台湾新选总统马英九，他也是湖南人）。然而正如裴氏所叹息，‘很奇怪湖南人在近代中国的历史从未被当作整体对待’，不是没有人关注过湖南的历史，而是从未有人从湖南人的权利出发研究他们。在过去，学者一般将湖南人当作点亮中国变革的一个案例——这正是本书新颖而重要之处。”

## 外部連結
- 豆瓣网链接 （页面存档备份，存于）
- 亚马逊链接